# Parlamentsvalget i Ungarn 1994
Parlamentsvalget i Ungarn i 1994 blev afholdt i af to runder i maj 1994. MSzP, det socialdemokratiske efterfølgerparti til det kommunistiske MSzMp, kom tilbage på magten, med Gyula Horn som statsminister. MSzP gik kraftig frem og tredoblet sit antal af stemmer, noget som på grund af valgordningen gav dem større fremgang i antal repræsentanter. Det regerende MDF gjorde det dårligst, som det parti der mistede over halvdelen af sine vælgere og mere end tre fjerdedele af sine repræsentanter. Det største oppositionsparti fra det udgående parlamentet, SzDSz formåede ikke at vinde noget på den udgående regerings manglende popularitet og tabte stemmer og en del mandater, men partiet blev imidlertid inviteret ind i en koalitionsregering med MSzP, noget som medførte at partiet alligevel fik en stor indflydelse.

## Valgresultat
| Parti  | Stemmer i % | Mandater | Mandater i % |
| ------ | ----------- | -------- | ------------ |
| MSzP   | 33,0        | 209      | 54,1         |
| SzDSz  | 19,7        | 69       | 17,9         |
| Fidesz | 7,0         | 20       | 5,2          |
| KDNP   | 7,0         | 22       | 5,7          |
| MDF    | 11,7        | 38       | 9,8          |
| FKgP   | 8,8         | 26       | 6,7          |
| MIEP   | 1,6         | 0        | 0,0          |
| andre  | 11,2        | 2        | 0,6          |

Kilde: Sitter, Nick: "Ungarn – stabilisering gjennom konkurranse", i Elisabeth Bakke (red): Sentral-Europa og Baltikum etter 1989 (2. utg.), Samlaget, 2006, 280 s. ISBN 82-521-6786-1.